# Harzwasserwerke
Die Harzwasserwerke GmbH (HWW) ist ein niedersächsischer Wasserversorger und Talsperrenbetreiber mit den Hauptaufgaben Trinkwasserversorgung, Energieerzeugung, Hochwasserschutz und die Unterhaltung des Oberharzer Wasserregals. In sechs zwischen 1930 und 1969 errichteten Talsperren des niedersächsischen Teil des Harzes wird Wasser gespeichert, in drei Wasserwerken zu Trinkwasser aufbereitet und über ein Leitungssystem in großen Teilen Niedersachsens verteilt. Das System wird ergänzt durch vier in der norddeutschen Tiefebene platzierte Grundwasserwerke. Mit einer Fördermenge von 90,2 Mio. m³ pro Jahr (Stand 2023) sind sie der größte niedersächsische Wasserversorger.

## Geschichte
Maßgeblicher Initiator der Harzwasserwerke war Kurt Finkenwirth, der dann den Vorsitz des Kuratoriums des Unternehmens übernahm.
Die Gründung der Harzwasserwerke erfolgte dann im Jahre 1928 im Zeichen einiger Hochwässer, die im Harzvorland auch eine Typhusepidemie ausgelöst haben. Seinerzeit führten sie die Bezeichnung Harzwasserwerke der Provinz Hannover. Als erstes Bauwerk wurde 1931 die Sösetalsperre in Betrieb genommen. Vom dortigen Wasserwerk wurde 1934 eine fast 200 km lange Stahlrohrleitung mit einer Nennweite (DN) von 450 bis 800 mm und 1000–1600 kPa Nenndruck bis Bremen verlegt und Teile der Stadt Bremen mit Trinkwasser versorgt. Auch die Stadt Hildesheim bezieht seit 1934 Trinkwasser aus der Sösetalsperre. Im April 1935 wurden Wunstorf und Neustadt am Rübenberge an die Harzwasserleitung angeschlossen, da der neue Fliegerhorst Wunstorf große Wassermengen für sich beanspruchen würde. Ebenfalls in den 1930er Jahren wurde die Odertalsperre errichtet, die allerdings nur dem Hochwasserschutz und der Stromerzeugung dient. 1944 wurde die Eckertalsperre fertiggestellt, die über eine knapp 80 km lange Leitung hauptsächlich die Stadt Wolfsburg versorgt. 1956 erfolgte die Fertigstellung der Okertalsperre, die mit ihrer beeindruckenden Bogenstaumauer das spektakulärste Bauwerk der Harzwasserwerke darstellt. Die Innerstetalsperre (Fertigstellung 1966) und die Granetalsperre (1969) bilden die jüngsten Talsperrenbauwerke. Die sechs Talsperren verfügen damit über ein direktes Einzugsgebiet von 323 km².
Mittels eines Anfang der 1970er Jahre errichteten Stollensystems kann Wasser aus der Radau und aus der Okertalsperre im freien Gefälle der Granetalsperre zugeführt werden. Darüber hinaus wurde Anfang der 1980er Jahre eine Pumpleitung erstellt, die Wasser aus der Innerstetalsperre in die Granetalsperre überleitet. Damit können in der Granetalsperre große Mengen potentiellen Trinkwasser gesammelt und gespeichert werden, von wo es dann auch aufbereitet und über ein weiteres Leitungssystem in Richtung Braunschweig, Hildesheim und Hannover geleitet wird. 1979 wurde eine weitere Leitung mit dem Rohrdurchmesser 800–900 mm von der Sösetalsperre bis nach Göttingen verlegt.
Die Grundwasserwerke Schneeren (1960), Ristedt (1963), Ramlingen (1964) und Liebenau (1977) ergänzen die Trinkwasserversorgung und übernehmen die Versorgung vorrangig im Nordwesten des Versorgungsgebietes.
Anfang bis Mitte der 1980er Jahre verfolgten die Harzwasserwerke Pläne, auch im Tal der Sieber Talsperrenbauwerke zu errichten, doch wurde dem Unternehmen aufgrund starken Widerstands von Seiten der südharzer Bevölkerung letztlich die Unterstützung der niedersächsischen Landesregierung versagt, so dass das Projekt aufgegeben werden musste. Seitdem findet nur noch ein relativ geringfügiger Ausbau der Wasserbauwerke statt.
1991 verpflichteten sich die Harzwasserwerke in einem Vertrag mit ihrem damaligen Eigentümer, dem Land Niedersachsen, die Anlagen des Kulturdenkmales Oberharzer Wasserregal zu übernehmen, zu betreiben und zu unterhalten. Diese besondere Aufgabe im Bereich des Erhaltes von Industriedenkmälern kostet die Harzwasserwerke jährlich einen siebenstelligen Betrag, der durch den Trinkwasserverkauf erwirtschaftet werden muss.

## Privatisierung
Nach Gründung des Landes Niedersachsen 1946 führten die Harzwasserwerke die Bezeichnung „Harzwasserwerke des Landes Niedersachsen“ und bildeten eine Anstalt des öffentlichen Rechts mit dem alleinigen Eigentümer Land Niedersachsen. 1996 führte das Land unter dem damaligen Ministerpräsidenten Gerhard Schröder eine Privatisierung durch und verkaufte die Einrichtung für 220 Mio. DM an ein Konsortium aus Energieversorgern und Kunden der Harzwasserwerke. Seitdem lautet die Bezeichnung „Harzwasserwerke GmbH“.
Die Konstellation, dass mehr als die Hälfte der Eigentümer zugleich Kunden der HWW sind, macht es den Harzwasserwerken nicht einfach: Die Kunden erwarten niedrige Trinkwasserpreise und die Eigentümer hohe Renditen. Diese beiden Forderungen widersprechen sich und lassen sich schwer gleichzeitig erfüllen.

## Sonstiges
95 % der Umsatzerlöse erzielen die HWW mit dem Verkauf von Trinkwasser, wobei nicht an den Endkunden verkauft wird, sondern stets nur bis an die Stadtgrenze an die vor Ort tätigen Versorgungsunternehmen. Die größten Kunden sind heute die BS ENERGY Braunschweiger Versorgungs-AG & Co.KG, die Stadtwerke Göttingen, Bremen, Hannover und Hildesheim. Kunden sind auch viele kleinere Kommunen und Wasserverbände, die in der Nähe des Rohrleitungssystems liegen.
5 % der Umsatzerlöse werden über die Stromerzeugung erzielt. In allen Talsperren befinden sich Wasserkraftwerke. Darüber hinaus sind in einigen Rohrleitungen der Trinkwasserversorgung Turbinen eingebaut, die das Gefälle zwischen den Harztalsperren und den Verbrauchern im Harzvorland und der norddeutschen Tiefebene in Strom umwandeln.
Von 1969 bis 1993 wurden die Harzwasserwerke von Martin Schmidt geleitet, der damit entscheidende Wachstumsjahre wesentlich beeinflusste. Dieser forschte und dokumentierte in seinen letzten Berufsjahren sowie zu Beginn seines Ruhestandes intensiv im Oberharzer Wasserregal und legte damit einen wichtigen wissenschaftlichen Grundstein zur späteren UNESCO-Weltkulturerbeanerkennung dieser historischen Wasserbauwerke.